# Стара Љесковица
Стара Љесковица је насељено место у општини Чаглин, у Славонији, Република Хрватска.

## Историја
До нове територијалне организације место је припадало бившој великој општини Славонска Пожега.

## Становништво
Насеље је према попису становништва из 2011. године имало 7 становника.
| Националност       | 1991.       |
| Срби               | 11 (73,33%) |
| Хрвати             | 4 (26,66%)  |
| Југословени        | 0           |
| остали и непознато | 0           |
| Укупно             | 15          |